# Reservoir Dogs
Reservoir Dogs (prt: Cães Danados; bra: Cães de Aluguel) é um filme estadunidense de 1992, dos gêneros drama, ação e policial, dirigido por Quentin Tarantino, com roteiro dele e Roger Avary.
Estrelado por Harvey Keitel, Steve Buscemi, Michael Madsen, Tim Roth e Chris Penn, o filme retrata os eventos anteriores e posteriores a um malsucedido roubo de diamantes (embora não mostre o roubo propriamente dito), praticado por seis homens que não se conhecem e que se referem uns aos outros através de nomes de cores.
É o terceiro filme da carreira de Quentin Tarantino e incorpora elementos que viriam a se tornar marcas registradas do diretor, como crimes violentos, referências à cultura pop, narrativa não linear, trilha sonora eclética e constante uso de palavrões em seus diálogos.

## Sinopse
Fugindo da polícia após um assalto bem-sucedido, gangue se reúne num galpão onde se levanta a suspeita de um traidor entre eles.

## Elenco
- Harvey Keitel como Larry Dimmick, aka Mr. White
- Tim Roth como Freddy Newandyke, aka Mr. Orange
- Michael Madsen como Vic Vega, aka Mr. Blonde
- Steve Buscemi como Mr. Pink
- Edward Bunker como Mr. Blue
- Quentin Tarantino como Mr. Brown
- Chris Penn como "Nice Guy" Eddie
- Lawrence Tierney como Joe Cabot

## Produção
Tarantino estava trabalhando na Video Archives, uma locadora de filmes em Manhattan Beach, Califórnia e, originalmente, iria gravar o filme em 16 mm, com um orçamento de trinta mil dólares, com o produtor Lawrence Bender interpretando Nice Guy Eddie. Entretanto, quando o ator Harvey Keitel se envolveu com o projeto, ele concordou em atuar e co-produzi-lo. Keitel foi, então, escalado como Mr. White. Com a ajuda do ator, puderam angariar um milhão e meio de dólares para o filme.
De acordo com Tarantino, Reservoir Dogs foi a sua versão para The Killing, de Stanley Kubrick. O próprio Tarantino disse que "[...] não saiu do meu caminho fazer uma versão de The Killing, mas eu o vejo como o meu Killing, o meu take nesse tipo de filme de roubo." O enredo do filme foi sugerido por Kansas City Confidential, de 1952. Adicionalmente, The Big Combo, de Joseph H. Lewis, inspirou a cena em que o policial Marvin é torturado na cadeira. Tarantino negou que tenha cometido plágio com Reservoir Dogs, afirmando que, ao invés disso, ele prestou homenagens. Ademais, os nomes dos personagens principais serem nomes de cores já havia sido visto em The Taking of Pelham One Two Three, de 1974.
Uma característica única de Reservoir Dogs é que o roubo propriamente dito nunca é mostrado. Tarantino disse que a razão por não mostrar o roubo foi inicialmente orçamentária, mas que ele sempre gostara da ideia de não exibi-lo. Ele disse que essa técnica faz com que o espectador perceba que o filme é "sobre outras coisas". Ele comparou isso ao trabalho de um novelista, e disse que queria o filme para ser sobre algo que não é visto, querendo "brincar com um relógio em tempo real, em oposição ao relógio do filme".

## Recepção
Reservoir Dogs estreou em 19 cinemas, arrecadando US$ 147 839 nos Estados Unidos. O filme nunca ultrapassou a marca de 61  cinemas no país e, ainda assim, arrecadou US$ 2 832 029. O sucesso de Reservoir Dogs aumentou com a popularidade de Pulp Fiction, o filme seguinte de Tarantino, lançado em 1994. Todavia, foi um sucesso imediato na Grã-Bretanha e, devido ao seu sucesso nesse país, o filme foi inserido no Festival Sundance de Cinema. A revista Empire nomeou-o "Melhor Filme Independente já feito", o que tornou-o um importante e altamente influente filme do cinema independente. Reservoir Dogs tem uma avaliação de 96% no Rotten Tomatoes e um índice de 78/100 no Metacritic, baseado em 23 críticas, em sua maioria favoráveis.
O filme tem inspirado diversos outros filmes independentes, sendo considerado fundamental no desenvolvimento dessa vertente. Kaante, de 2002, filme bollywoodiano do diretor Sanjay Gupta, é considerado um remake não-autorizado de Reservoir Dogs, contando com enredo e diálogos parecidos. Reservoir Dogs foi também exibido no Festival de Cannes de 1992, embora não estivesse competindo.